# Campeonato Europeo de Rugby League 1969/70
El Campeonato Europeo de Rugby League de 1969/70 fue la decimosexta edición del principal torneo europeo de Rugby League.

## Equipos
- Francia
- Gales
- Inglaterra

## Posiciones
| Equipo     | Encuentros | Encuentros | Encuentros | Encuentros | Tantos  | Tantos    | Tantos     | Puntos |
| Equipo     | jugados    | ganados    | empatados  | perdidos   | a favor | en contra | diferencia | Puntos |
| ---------- | ---------- | ---------- | ---------- | ---------- | ------- | --------- | ---------- | ------ |
| Inglaterra | 4          | 2          | 1          | 1          | 86      | 55        | +31        | 5      |
| Francia    | 4          | 2          | 1          | 1          | 44      | 37        | +7         | 5      |
| Gales      | 4          | 1          | 0          | 3          | 47      | 85        | -38        | 2      |

Nota: Se otorgan 2 puntos al equipo que gane un partido, 1 al que empate y 0 al que pierda.
|  | Campeón |

## Resultados
| 18 de octubre de 1969 | Inglaterra | 40 - 23 | Gales |  |  |

| 23 de octubre de 1969 | Gales | 8 - 2 | Francia |  |  |

| 25 de octubre de 1969 | Inglaterra | 11 - 11 | Francia |  |  |

| 25 de enero de 1970 | Francia | 15 - 11 | Gales |  |  |

| 24 de febrero de 1970 | Inglaterra | 26 - 7 | Gales |  |  |

| 15 de marzo de 1970 | Francia | 14 - 9 | Inglaterra |  |  |

| Bandera de Inglaterra |
| Campeón Inglaterra    |
| Séptimo título        |